# WTA de Liampó
O WTA de Liampó – ou Ningbo Open, atualmente – é um torneio de tênis profissional feminino, de nível WTA 500.
Realizado em Liampó, no leste da China, estreou em 2023. Os jogos são disputados em quadras duras durante o mês de outubro.
Em 2025, terá duas edições: uma de nível WTA 250 em setembro e outra 500 em outubro.

## Finais

### Simples
| Ano            | Campeã          | Vice-campeã    | Resultado     |
| -------------- | --------------- | -------------- | ------------- |
| 2025 (13 out.) |                 |                |               |
| 2025 (15 set.) |                 |                |               |
| 2024           | Daria Kasatkina | Mirra Andreeva | 6–0, 4–6, 6–4 |
| 2023           | Ons Jabeur      | Diana Shnaider | 6–2, 6–1      |

### Duplas
| Ano            | Campeãs                        | Vice-campeãs                         | Resultado        |
| -------------- | ------------------------------ | ------------------------------------ | ---------------- |
| 2025 (13 out.) |                                |                                      |                  |
| 2025 (15 set.) |                                |                                      |                  |
| 2024           | Demi Schuurs Yuan Yue          | Nicole Melichar-Martinez Ellen Perez | 6–3, 6–3         |
| 2023           | Laura Siegemund Vera Zvonareva | Guo Hanyu Jiang Xinyu                | 4–6, 6–3, [10–5] |